# Taylor York
Taylor Benjamin York (Nashville, Tennessee, 17 de dezembro de 1989) é um músico, compositor e produtor americano. Ele atualmente toca na banda de rock alternativo  Paramore. Em 15 de junho de 2009, a banda Paramore anunciou que Taylor York tinha oficialmente se tornado membro da mesma.

## Biografia
Taylor York é amigo de longa data dos irmãos Farro, conhecendo e tocando com eles antes da entrada de Williams, e ele começou a tocar pelo Paramore em 2007 como guitarrista adicional durante as turnês depois da saída de Hunter Lamb. Taylor então começou a trabalhar na produção do álbum Riot!, que viria a ser certificado platina pela RIAA.
Depois de Riot!, Paramore lançou um álbum ao vivo, intitulado The Final Riot que foi um grande sucesso comercial. Enquanto Taylor participou deste álbum e de outros projetos, ele ainda não era creditado como um membro oficial da banda apesar de fazer parte do processo de composição da letra e da melodia em várias canções.
Em junho de 2009, Taylor foi oficializado como membro oficial do Paramore como guitarrista e foi creditado na produção do álbum Brand New Eyes.
Desde a saída dos irmãos Farro em 2010, York assumiu o papel de compositor principal do Paramore ao lado de Hayley Williams.
York também citou como sendo suas bandas favoritas no momento sendo mewithoutYou, Radiohead, Jimmy Eat World, Yann Tiersen, At The Drive-In, Between The Buried And Me, Bjork, Kadawatha e Paper Route.
Em 2015, a vocalista Hayley Williams deixou silenciosamente o Paramore por um breve período devido à depressão. York então permaneceu o único membro do Paramore, já que o baixista Jeremy Davis deixou a banda e envolveu York e Williams em uma ação judicial sobre propriedade e autoria de músicas no quarto álbum do Paramore. Ela escreveu a demo de "Forgiveness", uma música do After Laughter. Williams elogiou York como alguém que ajudou a mantê-la viva durante a depressão. Ela também cita que ele é a razão pela qual o Paramore ainda é uma banda e não terminou.
Atualmente, York também trabalha como produtor musical, já tendo produzido em 2019 o primeiro álbum da companheira de banda Hayley Williams, o disco Petals for Armor.

## Discografia

### Paramore
- All We Know Is Falling (26 de julho de 2005)
- Riot! (12 de junho de 2007)
- Brand New Eyes (29 de setembro de 2009)
- Paramore (9 de abril de 2013)
- After Laughter (12 de maio de 2017)
- This is Why (10 de fevereiro de 2023)